# Vjekoslav Vrančić
Vjekoslav Vrančić (ur. 25 marca 1904 w miejscowości Ljubuški w Bośni, zm. 25 września 1990 w Buenos Aires) – chorwacki wojskowy (major), członek ruchu ustaszy, oraz z-ca ministra spraw zagranicznych i minister pracy w Niepodległym Państwie Chorwackim (NDH) podczas II wojny światowej, działacz i pisarz emigracyjny.
Uczył się w szkole powszechnej w miejscowości Gacko, a następnie w liceum handlowym w Mostarze. W 1924 r. ukończył Akademię Handlową w Sarajewie. Od 1925 r. pracował w administracji państwowej w Mostarze. Związał się wówczas z nielegalnym ruchem ustaszy. Pod koniec 1929 r. wyemigrował do Urugwaju do Montevideo, a następnie zamieszkał w Argentynie w Buenos Aires. W połowie 1931 r. powrócił do Chorwacji. Podjął studia na Hochschule für Welthandel w Wiedniu (doktorat w 1936 r.). W międzyczasie został aresztowany za działalność w ruchu ustaszy, ale po przesłuchaniu wypuszczono go na wolność. Podjął pracę w fabryce niemieckiego koncernu chemicznego IG Farbenindustrie. Po najeździe wojsk osi na Królestwo Jugosławii i ustanowieniu Niepodległego Państwa Chorwackiego 10 kwietnia 1941 r., został szefem protokołu, a w sierpniu zastępcą ministra spraw zagranicznych. Następnie objął funkcję przedstawiciela władz NDH przy dowództwie włoskich wojsk okupacyjnych w Sušaku. W 1943 r. dostał awans do stopnia majora ustaszy. Jesienią tego roku został ministrem pracy, sprawując to stanowisko do końca wojny. Na początku maja 1945 r. wraz z kpt. Andro Vrkljanem próbował bezskutecznie zapewnić bezpieczeństwo uchodźców chorwackich u dowództwa brytyjskiej 8 Armii. Nie został przekazany jugosłowiańskim komunistom, osadzono go natomiast w obozie we Włoszech. W 1946 r. wyjechał do Argentyny. Działał tam w emigracyjnych organizacjach chorwackich kultywujących tradycje ustaszy, jak Chorwacki Ruch Wyzwoleńczy. Napisał też wiele książek z okresu jego działalności w NDH (m.in. Urota protiv Hrvatske, Postrojenja i brojčano stanje Hrvatskih oružanih snaga u godinama 1941–1945, U službi domovine czy Branili smo Državu).